# Dicranomyia (Zelandoglochina) fagetorum
Dicranomyia (Zelandoglochina) fagetorum is een tweevleugelige uit de familie steltmuggen (Limoniidae). De soort komt voor in het Neotropisch gebied.